# Крістен Скотт
Крі́стен Скотт (англ. Kristen Scott, нар. 13 березня 1995, Сан-Дієго, Каліфорнія, США) — американська порноакторка, еротична модель і модель еротичного відеочату. Лауреатка премій AVN Awards, XBIZ Award і ряду інших.

## Біографія
Народилася в Сан-Дієго, штат Каліфорнія. Кілька місяців працювала в якості моделі еротичного відеочату для сайту MyFreeCams. Потім ухвалила рішення переїхати в Лос-Анджелес. Там Скотт починає кар'єру в порноіндустрії, дебютувавши в 2016 році, у віці 21 року.
Знімалася для студій Jules Jordan Video, Mile High, Zero Tolerance, Digital Sin, Brazzers, Evil Angel, Girlfriends Films, New Sensations, Kick Ass Pictures, Tushy, Blacked, Adam & Eve, Wicked та інших.
Перша сцена анального сексу у фільмі First Anal 3 2016 року. У 2018 році — у першій сцені з подвійним проникненням у Nerd's Revenge.
У травні 2017 року стала дівчиною місяця порносайту Girlsway.
У 2018 році була номінована на премії AVN і XBIZ в категоріях «Best New Starlet».
На даний момент знялася в понад 250 фільмах.

## Нагороди та номінації
| Рік  | Церемонія                   | Результат | Номінація                                     | Робота                           |
| ---- | --------------------------- | --------- | --------------------------------------------- | -------------------------------- |
| 2017 | AVN awards                  | Номінація | Краща лесбійська секс-сцена                   | First Lesbian Summer             |
| 2017 | AVN awards                  | Номінація | Приз фанатів: самий гарячий дебютант          | -                                |
| 2017 | Spank Bank Awards           | Номінація | Fun Sized Fuck Toy                            | -                                |
| 2017 | Spank Bank Awards           | Номінація | Most Luscious Labia                           | -                                |
| 2018 | AVN awards                  | Номінація | Краща нова старлетка                          | -                                |
| 2018 | AVN awards                  | Перемога  | Краща акторка другого плану                   | Half His Age: A Teenage Tragedy  |
| 2018 | AVN awards                  | Номінація | Краща сексуальна сцена чоловік/жінка          | Bound For Sex 2                  |
| 2018 | AVN awards                  | Номінація | Краща сцена лесбійського сексу                | Hollywood Hills Hijinx           |
| 2018 | AVN awards                  | Номінація | Краща потрійна сексуальна сцена               | Half His Age: A Teenage Tragedy  |
| 2018 | AVN awards                  | Номінація | Краща сцена скандального сексу                | Indirect Relations               |
| 2018 | AVN awards                  | Номінація | Краща сексуальна сцена віртуальної реальності | Kristen's Naughty Workout Treats |
| 2018 | Spank Bank Awards           | Номінація | Amazing Anal Artist of the Year               | -                                |
| 2018 | Spank Bank Awards           | Номінація | Брюнетка року                                 | -                                |
| 2018 | Spank Bank Awards           | Перемога  | Веселий розмір (спіннер року)                 | -                                |
| 2018 | Spank Bank Awards           | Номінація | Natural Born Cock Killer                      | -                                |
| 2018 | Spank Bank Awards           | Номінація | Дівчина по сусідству … тільки краще           | -                                |
| 2018 | Spank Bank Technical Awards | Номінація | Petite Powerhouse                             | -                                |
| 2018 | XBIZ Award                  | Номінація | Краща нова старлетка                          | -                                |
| 2018 | XBIZ Award                  | Перемога  | Краща акторка другого плану                   | Half His Age: A Teenage Tragedy  |
| 2018 | XBIZ Award                  | Номінація | Краща сексуальна сцена головного героя        | Half His Age: A Teenage Tragedy  |
| 2018 | XBIZ Award                  | Номінація | Краща сексуальна сцена — відео                | Natural Beauties 2               |
| 2018 | XBIZ Award                  | Номінація | Краща сексуальна сцена у всіх секс-фільмі     | Hollywood Hills Hijinx           |

## Вибрана фільмографія
- Anal Cuties 7,[12]
- Bound For Sex 2,[13]
- Creamy Teens,[14]
- Dirty Dolls,[15]
- Family Friendly,[16]
- Fidget Spinners,[17]
- Hookup Hotshot Clickbait,[18]
- Lesbian Group Fuck Fest,[19]
- Mom Knows Best 5[20]
- аStuffing the Student.[21].